# Pedro de Bardeci
Pedro de Bardeci Aginako (Orduña, Vizcaya, 5 de abril de 1641-Santiago, 12 de septiembre de 1700) fue un religioso vasco (español), que se encuentra actualmente en proceso de beatificación. Actualmente la Iglesia católica lo reconoce como Venerable tras haberse aprobado el grado heroico de sus virtudes.

## Biografía

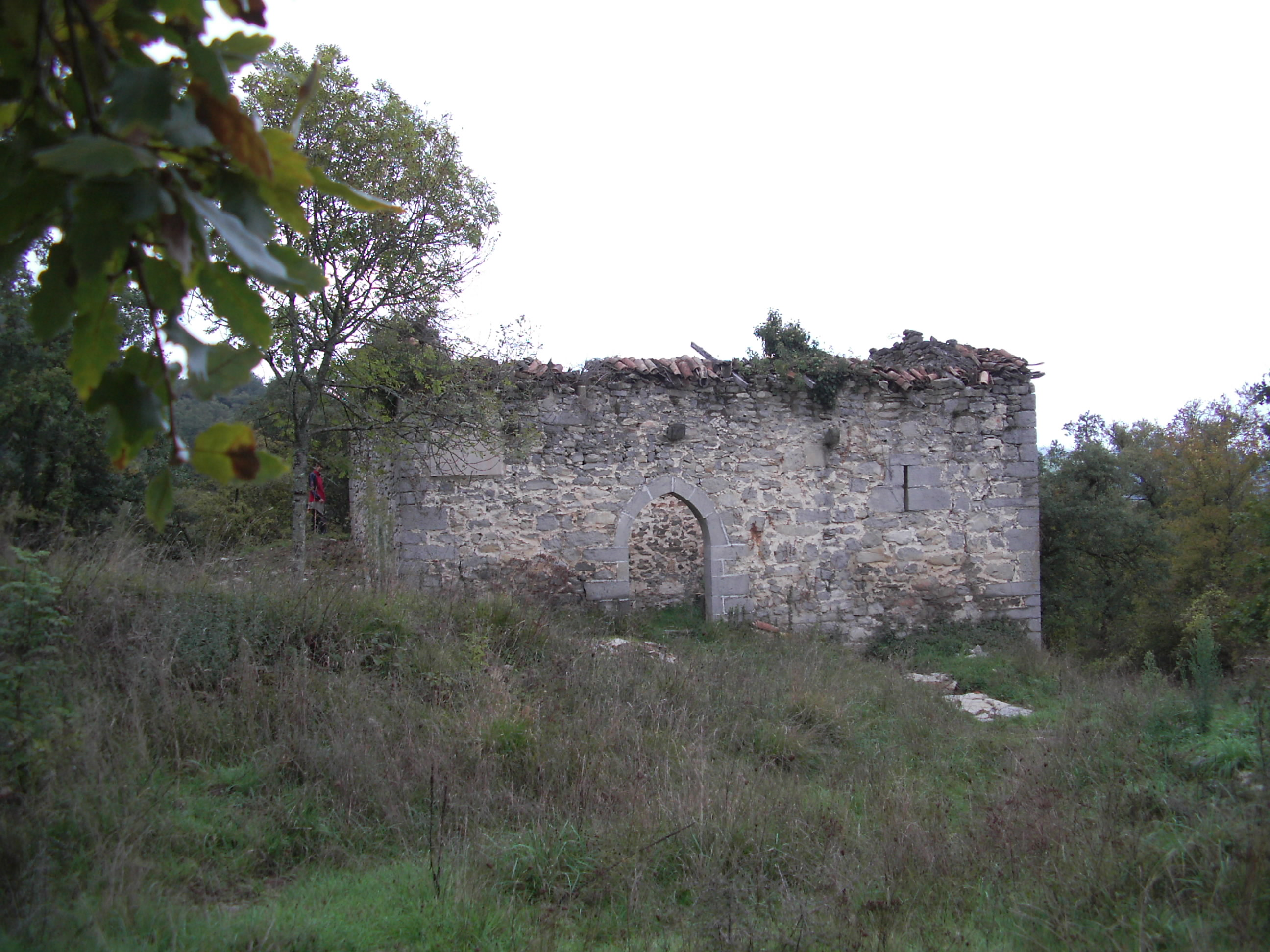
Estado actual de la ermita de San Clemente de Erbileta.

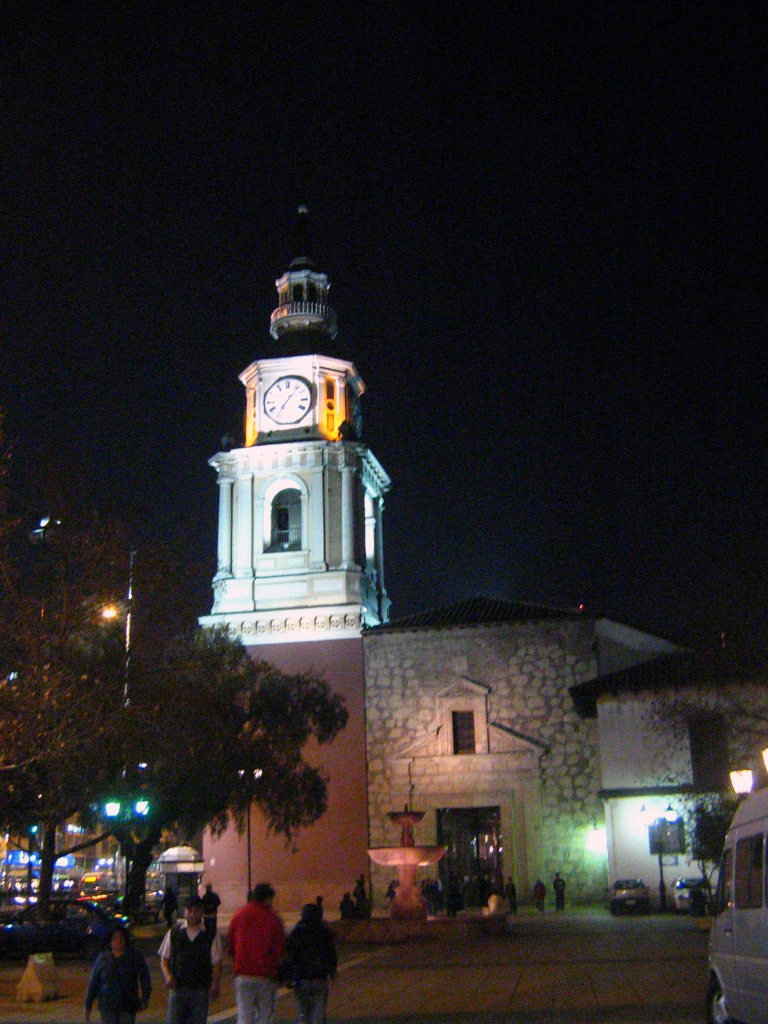
Iglesia de San Francisco de Santiago de Chile, donde se encuentran sus restos.

Nació en Orduña, Vizcaya, Imperio Español, en 1641, hijo de una familia acomodada y profundamente cristiana. Fue bautizado el 6 de abril de 1641 en la ermita de San Clemente de Erbileta (Lendoño de Arriba-Orduña). Sus restos se han encontrado en varias partes, al igual que su característica cruz, la cual fue partida por la mitad por un corte vertical. Una de las mitades está en Chile y la otra en su natal España.
Alrededor de 1661, emigró con sus hermanos José y Francisco hacia México. Una vez instalados, se dedicó al comercio del tabaco, que le proporcionó bienestar y dinero. Dado que algunas propuestas de los negocios lo alejaban de la rectitud y la justicia, decidió abandonar el negocio y se contrató como escribano en una nave que lo trasladó el año 1666 al Virreinato del Perú, estableciéndose en el Alto Perú, actualmente Potosí-Bolivia. Allí sirvió de ensayista de metales y pedagogo de dos jóvenes de una aristocrática familia.
Los testimonios recogidos relatan pasajes que destacan su amor a Cristo crucificado y a la Santísima Virgen María, llegando hasta nuestros días la crónica de sus contemporáneos relativa a su vida de austeridad y penitencia. En 1674 una imagen de la Virgen María lo guiará en su viaje a la ciudad de Santiago de Chile. El 8 de septiembre de 1675 ingresó al noviciado en la Provincia Franciscana de la Santísima Trinidad, perteneciente a la Observancia, en la Recoleta Franciscana de Nuestra Señora de la Cabeza y al año siguiente profesó las Reglas del Padre San Francisco.
Su vida espiritual de hermano menor no clérigo tuvo como centro la devoción a Cristo Sacramentado, al Viacrucis y a la Santísima Virgen en sus diversas advocaciones. En aquella época era inusitado comulgar todos los días y Fr. Pedro, con el permiso de sus superiores, comulgaba en la semana cuantas veces podía. Apenas oía la palabra eucaristía se inclinaba con mucho fervor y permanecía adorando el Santísimo Sacramento por largo tiempo. Conservamos en el templo de San Francisco de Santiago y en Orduña partes de la cruz con la cual revivió la Pasión de Cristo e invitaba a los fieles a practicar por los claustros tan excelsa devoción.
Manifestaba asimismo su amor a la Madre Inmaculada. Siempre estuvo bajo su amparo desde su amada Orduña donde existe un amor inmenso por Nuestra Señora de Orduña la Antigua. Luego en México la Patrona de América, Nuestra Señora de Guadalupe, y finalmente se abandonó al amor de Nuestra Señora de la Cabeza y de Nuestra Señora del Socorro del Convento máximo de San Francisco. El título utilizado por el Siervo de Dios para referirse a la Santísima Virgen era el de "Gran Reina" y quienquiera que le pidiera oraciones por sus necesidades, lo invitaba a encomendarse a Ella.
Ejerció su apostolado con su propio testimonio de vida centrado en el seguimiento de Cristo pobre y humilde a ejemplo de San Francisco. La orfandad, el dolor, la pobreza del necesitado, enternecían su corazón. Los enfermos reclamaban su presencia junto al lecho del dolor; las viudas, su consuelo; las madres le presentaban a sus hijos para pedirle el necesario sustento. Recorría las calles de Santiago con gran serenidad y paciencia solicitando limosnas.
Su fama de santidad creció de día en día y llegado el momento de su muerte el 12 de septiembre de 1700 durante tres días los ciudadanos de Santiago y alrededores visitaron el templo de San Francisco para rendir honores al virtuoso hermano. Asistió a sus funerales el Obispo junto a su Cabildo y religiosos de diversas Órdenes. Se encontraron las más altas autoridades civiles y la colonia española residente en Chile. 
La devoción al Siervo de Dios se extiende hasta nuestros días. Los fieles visitan su tumba y se encomiendan en sus diversas necesidades, muchas son las acciones de gracias por las intercesiones otorgadas por el buen hermano. Actualmente la Provincia Franciscana de la Santísima Trinidad de Chile trabaja en la confección de la Positio.
El 12 de cada mes a las 19:30 horas, se realiza la Santa Misa en honor y petición por su pronta beatificación,  con cantos en euskera (lengua vasca). Se brinda un homenaje público, con música ancestral de su tierra natal a los pies de su tumba, siempre dentro de la tradicional Iglesia de San Francisco, en Santiago de Chile.

## En la iglesia San Francisco
En la iglesia San Francisco se encuentra una de las mitades de su cruz de madera, la que solía cargar durante la celebración del Vía Crucis.